# Słońcówka srebrnica
Słońcówka srebrnica (Villa ixion) – gatunek muchówki z rodziny bujankowatych i podrodziny Exoprosopinae. Zamieszkuje zachodnią Palearktykę.

## Taksonomia
Gatunek ten opisany został po raz pierwszy w 1794 roku przez Johana Christiana Fabriciusa pod nazwą Anthrax ixion. Lokalizacja typowa znajduje się prawdopodobnie we Włoszech.

## Morfologia
Muchówka o ciele długości od 8 do 10 mm. Niemal kulista głowa ma między łuskami na twarzy czarne owłosienie. Tułów jest krótki, lekko wypukły na przedzie i wyraźnie spłaszczony z tyłu, owłosiony głównie czarno, z wmieszanymi włoskami żółtymi, najlepiej widocznymi u samicy po jego bokach. Kolor szczecinek na guzach zaskrzydłowych i tarczce jest żółty. Brunatna łuseczka skrzydłowa ma żółte obrzeżenie. Żółtawe łuski wyrastają na tegulach i bazykoście. Skrzydło ma przedni brzeg, obie komórki podstawowe, komórkę dyskoidalną oraz pierwszą komórkę radialną przejrzyste lub zażółcone. Ubarwienie przezmianek jest białawe lub jasnożółte, podobne jak w przypadku włosków u podstawy odwłoka. Czarne odnóża u samca porastają żółte, u samicy zaś białe łuski. Odwłok jest krótki i szeroki, czarny, u samicy z żółtymi przepaskami na przednich krawędziach tergitów od drugiego do piątego, a u samca z szarożółtym opyleniem na bocznych brzegach tergitów. Boki tergitów u obu płci owłosione są biało. Wierzchołek odwłoka u samicy ma wieniec długich, zakrzywionych szczecinek.

## Ekologia i występowanie
Owad ten zasiedla stanowiska ciepłe i otwarte, w tym pobrzeża lasów, murawy kserotermiczne i psammofilne oraz łąki kwietne. Osobniki dorosłe latają w pełnym słońcu i chętnie odwiedzają kwiaty, celem żerowania na nektarze. W środkowej Europie okres ich lotu trwa od maja do lipca. Jaja składane są do gleby. Larwy są pasożytami gąsienic motyli nocnych.
Gatunek palearktyczny. W Europie znany jest z Hiszpanii, Francji, Szwajcarii, Austrii, Włoch, Polski, Czech, Słowacji, Węgier, Ukrainy, Mołdawii, Rumunii, Słowenii, Grecji oraz europejskiej części Rosji. Ponadto notowany jest z Libii w Afryce Północnej i Cypru w Azji Zachodniej. W Polsce jest owadem spotykanym bardzo rzadko.